# Segismundo Taraval
Segismundo Taraval fue un sacerdote y misionero jesuita. Nació en la Provincia de Lodi Italia en el año 1700, murió en la ciudad de Guadalajara México en 1763. Su padre fue D. Miguel Taraval, Teniente General del ejército español que estaba comisionado en la región de Lombardía Italia cuando su esposa trajo al mundo un varoncito que a los dieciocho años ingresó en Toledo España a la orden religiosa Compañía de Jesús.

## Su Vida y Obra
Cuando estudiaba filosofía en Alcalá solicitó permiso a sus superiores ser enviado a México en donde concluyó sus estudios, en 1730 fue destinado a las misiones de la California en las cuales trabajó 21 años. Se distinguió en el trabajo misional en las misiones de  La Purísima (1730-1732) para suplir al padre misionero Nicolás Tamaral que fue enviado a fundar la San José del Cabo; después fue enviado el padre Taraval a la Misión de San Ignacio (1732-1733) en sustitución del Padre Sebastián Sistiaga que fue nombrado Superior de la orden en la península y como tal debería emprender un viaje por el territorio misionero; al año siguiente arribaron a la misión nativos procedentes de la actual Isla de Cedros a solicitarle al Padre Taraval les enseñara la nueva religión, el misionero aceptó y viajó con ellos durante seis días hasta un sitio en la costa del Océano Pacífico desde el cual se miraban una islas en el horizonte.

### Con los nativos en Huamalaguá, actual Isla de Cedros
Para hacer la travesía los nativos construyeron unas balsas de plantas tejidas, a su peculiar estilo y embarcaron hacia las islas, la primera que visitaron (Afeguá o Isla de los Pájaros) estaba deshabitada en tanto en la segunda (Huamalguá o Isla de Cedros) habitaban propiamente los nativos, toda la población de la isla acompañó al Padre Taraval en su viaje de regreso a la misión.

### Funda la Misión de Todos Santos
Al regresar el Padre Sistiaga de su viaje de supervisión, el Padre Taraval viajó para fundar la Misión Santa Rosa de Todos los Santos en la región habitada por los Pericúes  (1733-1734); además estuvo comisionado en las misiones de La Paz (1734-1738) y San José del Cabo (1741-1746), estuvo también como sacerdote misionero en la misión de Santiago de los Coras (1747-1750).

## La partida
Dejó la Península de Baja California en 1751 y pasó a ser educador en el Colegio de Guadalajara, México, donde también fungió como vicerrector y prefecto de la Congregación.
Escribió durante muchos años (1729 - 1751) una apología dedicada a la Santa Cruz de Zacate extraña figura de zacate o pasto en forma de cruz que aún perdura y originó diversas leyendas en la época de la colonia al grado que en el sitio se edificaron un templo y un convento franciscano (Templo y ex convento de la Cruz de Zacate) en Tepic Nayarit. El escrito que publicó llevó por nombre "El milagro más visible o el milagro de los milagros más patente. La Santísima Cruz de Tepique. Descripción histórica de su situación, materia, forma, medidas y demás circunstancias que la forman." Dedicada a D. Francisco López Portillo, del Consejo de S. M. Oidor en la Audiencia de Guadalaxara. Manuscrito 20360. Biblioteca Nacional de Madrid.